# 张巴拿巴
張巴拿巴（1882年2月11日—1961年1月25日），真耶稣教会初期重要人物。

## 生平
張巴拿巴原名張殿舉，山東濰縣西莊頭人，務農兼販古董。1910年同族张灵生向其传教，而加入使徒信心会，开始追求灵恩。1911年4月14日，自称在曠野時聽見從天上有聲音說：“末世救恩由東而西，普救萬民”，于是跪下迫切禱告，得到受聖靈說方言的经历。張靈生便奉主耶穌聖名給他全家施浸，并培養他三、四年，以後按立為長老。
1916年3月，张巴拿巴自称获得启示：“你要往南方傳道，我要賜你大權柄”。4月改名巴拿巴。
1919年，魏保罗至山东传教，张巴拿巴接受面向下的洗禮，并且決心獻身真耶稣教会的傳道工作。
1919年秋，张巴拿巴、郭长恺、梁明道三人布道队从山东南下，九个月间，经过江苏、江西、湖北、河南等共八省，设立42处教会，施浸约2000人。其中包括在江苏省高邮建立南方第一处真耶稣教会。1922年张巴拿巴在湖北省武昌建立真耶稣教会。 
1923年10月30日，張巴拿巴在福州举行灵恩布道会，吸引了郭多馬、林西拉等一批原安息会信徒，成立福建省第一处真耶稣教會。真耶稣教会在福建发展迅速，数年间成立60余处教会。随后在1925年，张巴拿巴又将真耶稣教会传入浙江的温州。
1924年，张巴拿巴发起在湖南长沙草潮门正街真耶稣教会召开真耶稣教会第三次全体大会，没有北方代表参加 。1926年又发起在南京召开真耶稣教会第四次全体大会，南方真耶稣教会在南京成立总部。
1926年3月2日，黄以利沙（呈聰）、吳約翰（道源）等几名已加入真耶稣教会的臺灣人，同张巴拿巴、郭多马等人从廈門前往臺灣彰化、台南等地传教，至4月已经建立起线西（現為伸港教會）、牛挑灣（現為朴子教會）、清水三間教會，为真耶稣教会在台湾的开始。
1927年張巴拿巴應東南亞的邀請，到新加坡、馬來西亞開拓傳道並設立教会。
1929年9月，真耶稣教会在上海召开第六次全体大会，决议审查真耶稣教会的发源，張巴拿巴对此表示不满，以為他是该教會創始人。10月在香港另設總部，自立為監督。1930年5月，真耶稣教会召開第七次全体大会，將其除名，确定真耶稣教会为1917年由魏保罗创立，并派人至北方调查真耶稣教会的发源，而南北教会也宣布合一。